# الفرقة الأولى الساحلية
الفرقة الأولى الساحلية (عرفت سابقاً باسم لواء العاديات) هي جماعة سورية معارضة تنتمي إلى الجيش السوري الحر وتم فحصها من قبل مجموعة أصدقاء سوريا. وقد حصلت على صواريخ تاو وتعمل في محافظتي إدلب واللاذاقية الشماليتين. وتلقت الجماعة التدريب والتمويل من قطر. كانت في السابق عضو في لواء أحفاد الرسول.

## التاريخ
شاركت الجماعة في هجوم الأنفال وهجوم جسر الشغور 2015 مع مجموعة واسعة من قوى المعارضة السورية.
تشتهر الفرقة الأولى الساحلية كونها تضم بطل الحرب لدى الجيش السوري الحر أسامة أبو حمزة (سابقاً لدى حركة حزم المنحلة حالياً والمعروف باسمه المستعار "أبو تاو")، وأصبح شخصاً مرموقاً في وسائل الإعلام الاجتماعية بسبب مهاراته المتعددة في إطلاق صواريخ بي جي إم-71 تاو.

## روابط خارجية
- قناة الفرقة الأولى الساحلية على يوتيوب